# Noorwegen op het Eurovisiesongfestival 2014

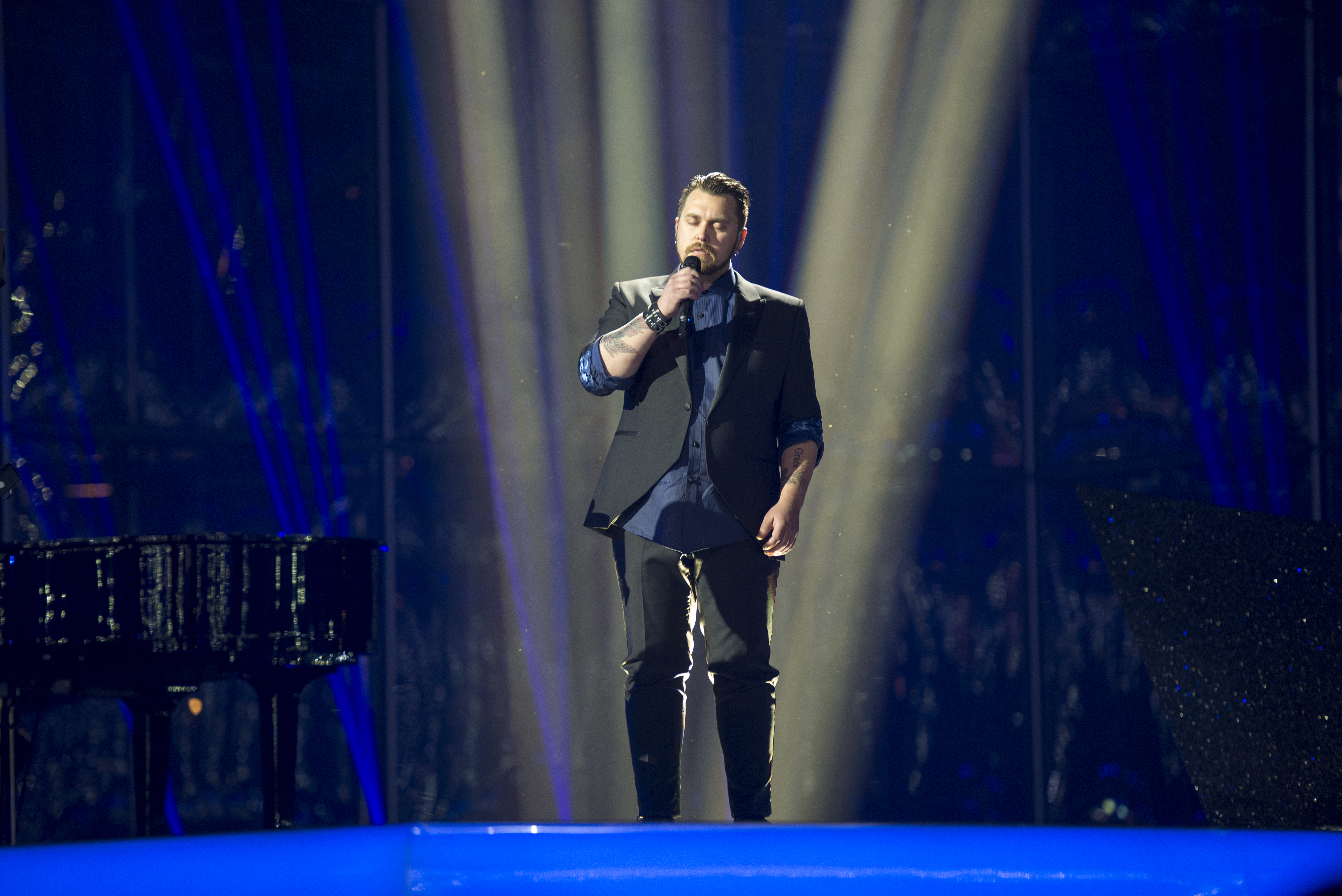
Carl Espen eindigde namens Noorwegen op de achtste plek in Kopenhagen

Noorwegen nam deel aan het Eurovisiesongfestival 2014 in Kopenhagen, Denemarken. Het was de 53ste deelname van het land aan het Eurovisiesongfestival. NRK was verantwoordelijk voor de Noorse bijdrage voor de editie van 2014.

## Selectieprocedure
Op 6 mei 2013, zelfs voor aanvang van het Eurovisiesongfestival 2013, maakte de Noorse openbare omroep bekend te zullen deelnemen aan het Eurovisiesongfestival 2014. Op 4 juli 2013 openden de inschrijvingen voor Melodi Grand Prix, die liepen tot 15 september 2013. Er werden in totaal 600 inzendingen ontvangen, evenveel als het jaar voordien. Vervolgens ging een selectiecomité, bestaande uit Vivi Stenburg (directeur van Melodi Grand Prix), Marie Komissar (muziekproducer), Kathrine Synnes Finnskog (manager van Music Norway), Gisle Stokland (eigenaar van 730.no) en Tarjei Strøm (drummer en radiostem) aan de slag om vijftien acts te selecteren voor deelname aan Melodi Grand Prix 2014.
Het format van Melodi Grand Prix werd grondig gewijzigd ten opzichte van de voorbije jaren. Er werd niet meer rondgetrokken door het land: alle shows werden uitgezonden vanuit hoofdstad Oslo. De drie halve finales werden drie dagen na elkaar gehouden, telkens in het Folketeateret. In elke halve finale traden vijf artiesten aan, waarvan er drie door gingen naar de grote finale, die op 15 maart plaatsvond in het Oslo Spektrum. Alle shows werden net als een jaar eerder gepresenteerd door Jenny Skavlan en Erik Solbakken. Winnaar van Melodi Grand Prix 2014 was Carl Espen, met het nummer Silent storm.

## Melodi Grand Prix 2014

#### Eerste halve finale
7 maart 2014
| Volgorde | Artiest                                    | Lied                    |
| -------- | ------------------------------------------ | ----------------------- |
| 1        | Hilda & Thea Leora                         | Best friend's boyfriend |
| 2        | Mo                                         | Heal                    |
| 3        | Dina Misund                                | Needs                   |
| 4        | Linnea Dale                                | High hopes              |
| 5        | TIMBRE & Frikk Heide-Steen feat. Ida Stein | Frozen by your love     |

#### Tweede halve finale
8 maart 2014
| Volgorde | Artiest                | Lied         |
| -------- | ---------------------- | ------------ |
| 1        | Cir.Cuz                | Hele verden  |
| 2        | Martine Marbel         | Right now    |
| 3        | Oda & Wulff            | Sing         |
| 4        | Knut Kippersund Nesdal | Taste of you |
| 5        | Charlie                | Hit me up    |

#### Derde halve finale
9 maart 2014
| Volgorde | Artiest         | Lied                               |
| -------- | --------------- | ---------------------------------- |
| 1        | Moi             | Bensin                             |
| 2        | El Cuero        | Ain't no love in this city no more |
| 3        | Ilebek          | Who needs the universe?            |
| 4        | Elisabeth Carew | Sole survivor                      |
| 5        | Carl Espen      | Silent storm                       |

#### Finale
15 maart 2014
| Volgorde | Artiest                | Lied                               |
| -------- | ---------------------- | ---------------------------------- |
| 1        | El Cuero               | Ain't no love in this city no more |
| 2        | Elisabeth Carew        | Sole survivor                      |
| 3        | Knut Kippersund Nesdal | Taste of you                       |
| 4        | Dina Misund            | Needs                              |
| 5        | Mo                     | Heal                               |
| 6        | Linnea Dale            | High hopes                         |
| 7        | Charlie                | Hit me up                          |
| 8        | Carl Espen             | Silent storm                       |
| 9        | Oda & Wulff            | Sing                               |

Superfinale
| Plaats | Artiest                | Lied         | Stemmen |
| ------ | ---------------------- | ------------ | ------- |
| 1      | Carl Espen             | Silent storm | 53.712  |
| 2      | Linnea Dale            | High hopes   | 39.086  |
| 3      | Mo                     | Heal         | 37.405  |
| 4      | Knut Kippersund Nesdal | Taste of you | 27.757  |

## In Kopenhagen
Voor de verdeling van de halvefinalisten over twee halve finales werd net als voorbijgaande jaren gebruikgemaakt van een potindeling. Landen die vaak op elkaar stemmen, werden in dezelfde groep geplaatst. Uit elke groep ging de ene helft naar de ene halve finale, de rest naar de andere halve finale. Noorwegen en Zweden zaten niet in een van deze potten, aangezien zij reeds in november 2013 werden ingedeeld in respectievelijk de tweede en de eerste halve finale, om te vermijden dat tijdens één halve finale alle tickets zouden opgeëist worden door een van de twee Deense buurlanden. Ditzelfde procedé werd ook gebruikt voor Denemarken en Noorwegen tijdens het Eurovisiesongfestival 2013.
Carl Espen trad als derde van vijftien acts op, na Mei Finegold uit Israël en net voor The Shin & Mariko uit Georgië. Bij het openen van de enveloppen bleek dat Noorwegen zich had weten te plaatsen voor de finale. Na afloop van de finale werd duidelijk dat Carl Espen op de zesde plaats was geëindigd in de tweede halve finale, met 77 punten.
In de finale trad Carl Espen als vijfde van 26 acts aan, net na Pollapönk uit IJsland en gevolgd door Paula Seling & Ovi uit Roemenië. Aan het einde van de puntentelling stond Noorwegen op de achtste plaats, met 88 punten.

## Punten

### Punten gegeven aan Noorwegen
| 12 punten              | 10 punten                               | 8 punten             | 7 punten                          | 6 punten |
| ---------------------- | --------------------------------------- | -------------------- | --------------------------------- | -------- |
|                        | - Finland                               | - Ierland - Litouwen | - Duitsland - Griekenland - Malta | - Polen  |
| 5 punten               | 4 punten                                | 3 punten             | 2 punten                          | 1 punt   |
| - Oostenrijk - Georgië | - Noord-Macedonië - Roemenië - Slovenië |                      | - Zwitserland                     |          |

| 12 punten                                      | 10 punten     | 8 punten                                    | 7 punten                    | 6 punten                          |
| ---------------------------------------------- | ------------- | ------------------------------------------- | --------------------------- | --------------------------------- |
|                                                | - Nederland   | - Litouwen                                  | - Finland - Ierland - Polen | - Denemarken                      |
| 5 punten                                       | 4 punten      | 3 punten                                    | 2 punten                    | 1 punt                            |
| - Duitsland - Letland - Slovenië - Zwitserland | - Wit-Rusland | - Estland - Griekenland - Portugal - Zweden | - Frankrijk - Malta         | - Oostenrijk - IJsland - Roemenië |

### Punten gegeven door Noorwegen

#### Tweede halve finale
Punten gegeven door Noorwegen in de tweede halve finale
| Punten    | Land        |
| --------- | ----------- |
| 12 punten | Finland     |
| 10 punten | Roemenië    |
| 8 punten  | Oostenrijk  |
| 7 punten  | Polen       |
| 6 punten  | Griekenland |
| 5 punten  | Litouwen    |
| 4 punten  | Slovenië    |
| 3 punten  | Ierland     |
| 2 punten  | Malta       |
| 1 punt    | Wit-Rusland |

#### Finale
Punten gegeven door Noorwegen in de finale
| Punten    | Land                |
| --------- | ------------------- |
| 12 punten | Nederland           |
| 10 punten | Oostenrijk          |
| 8 punten  | Zweden              |
| 7 punten  | Finland             |
| 6 punten  | IJsland             |
| 5 punten  | Spanje              |
| 4 punten  | Roemenië            |
| 3 punten  | Verenigd Koninkrijk |
| 2 punten  | Polen               |
| 1 punt    | Denemarken          |

1960 · 1961 · 1962 · 1963 · 1964 · 1965 · 1966 · 1967 · 1968 · 1969 · 1970 · 1971 · 1972 · 1973 · 1974 · 1975 · 1976 · 1977 · 1978 · 1979 · 1980 · 1981 · 1982 · 1983 · 1984 · 1985 · 1986 · 1987 · 1988 · 1989 · 1990 · 1991 · 1992 · 1993 · 1994 · 1995 · 1996 · 1997 · 1998 · 1999 · 2000 · 2001 · 2002 · 2003 · 2004 · 2005 · 2006 · 2007 · 2008 · 2009 · 2010 · 2011 · 2012 · 2013 · 2014 · 2015 · 2016 · 2017 · 2018 · 2019 · 2020 · 2021 · 2022 · 2023 · 2024 · 2025
Albanië · Armenië · Azerbeidzjan · België · Denemarken · Duitsland · Estland · Finland · Frankrijk · Georgië · Griekenland · Hongarije · Ierland · IJsland · Israël · Italië · Letland · Litouwen · Macedonië · Malta · Moldavië · Montenegro · Nederland · Noorwegen · Oekraïne · Oostenrijk · Polen · Portugal · Roemenië · Rusland · San Marino · Slovenië · Spanje · Verenigd Koninkrijk · Wit-Rusland · Zweden · Zwitserland